# 적색당 (파라과이)
적색당 국민공화협회(스페인어: Asociación Nacional Republicana – Partido Colorado, ANR-PC)은 파라과이의 우익 정당이다.

## 역사
적색당은 파라과이의 우익 군사정권 시대인 1947년부터 1989년까지 유일한 합법 정당이었다. 특히 1954년 적색당의 극우파인 알프레도 스트로에스네르가 권력을 쥔 이후에는 모든 정당을 금지시키고 강제적으로 해산시켰다. 1989년 스트로에스네르 극우 반공주의 철권통치가 종식되었으나 적색당은 여전히 독재적 권력을 휘둘렀다. 한 예로 파라과이에서 취업을 하기 위해서는 적색당원임을 증명해야 했다.
2008년 파라과이 총선에서 페르난도 루고가 대통령에 당선되고 나서야 적색당은 독재적 권력을 잃었다. 그러나 2012년 스트로에스네르 시대부터 파라과이 육군에서에서 막강한 영향력을 가지고 있던 적색당이 페르난도 루고를 탄핵시키면서 다시 독재적 권력을 쥐었다. 루고 본인과 라틴아메리카 국가들의 정상들은 적색당의 독선적 행위를 쿠테다로 간주하며 강하게 비판했다.

## 역대 선거 결과

### 대통령 선거
| 선거명                      | 후보                    | 득표수    | 득표율 | 당락 |
| --------------------------- | ----------------------- | --------- | ------ | ---- |
| 1953년 파라과이 대통령 선거 | 페데리코 차베스         | 224,788   | 100%   | 당선 |
| 1954년 파라과이 대통령 선거 | 알프레도 스트로에스네르 | 236,191   | 100%   | 당선 |
| 1958년 파라과이 대통령 선거 | 알프레도 스트로에스네르 | 295,414   | 100%   | 당선 |
| 1963년 파라과이 대통령 선거 | 알프레도 스트로에스네르 | 569,551   | 92.3%  | 당선 |
| 1968년 파라과이 대통령 선거 | 알프레도 스트로에스네르 | 465,535   | 71.6%  | 당선 |
| 1973년 파라과이 대통령 선거 | 알프레도 스트로에스네르 | 681,306   | 84.7%  | 당선 |
| 1978년 파라과이 대통령 선거 | 알프레도 스트로에스네르 | 905,461   | 90.8%  | 당선 |
| 1983년 파라과이 대통령 선거 | 알프레도 스트로에스네르 | 944,637   | 91.0%  | 당선 |
| 1988년 파라과이 대통령 선거 | 알프레도 스트로에스네르 | 1,187,738 | 89.6%  | 당선 |
| 1989년 파라과이 대통령 선거 | 안드레스 로드리게스     | 882,957   | 76.59% | 당선 |
| 1993년 파라과이 대통령 선거 | 후안 카를로스 와스모시  | 449,505   | 41.78% | 당선 |
| 1998년 파라과이 대통령 선거 | 라울 쿠바스 그라우      | 887,196   | 55.35% | 당선 |
| 2003년 파라과이 대통령 선거 | 니카노르 두아르테       | 574,232   | 38.30% | 당선 |
| 2008년 파라과이 대통령 선거 | 블랑카 오벨라           | 573,995   | 31.75% | 낙선 |
| 2013년 파라과이 대통령 선거 | 오라시오 카르테스       | 1,104,169 | 48.48% | 당선 |
| 2018년 파라과이 대통령 선거 | 마리오 아브도 베니테스  | 1,206,067 | 48.96% | 당선 |

### 부통령 선거
| 선거명                      | 후보            | 득표수  | 득표율 | 당락 |
| --------------------------- | --------------- | ------- | ------ | ---- |
| 2000년 파라과이 부통령 선거 | 펠릭스 아르가냐 | 587,498 | 48.8%  | 낙선 |

### 총선
| 년도 | 하원 득표수 | 하원 득표율 | 하원 의석 | 상원 득표수 | 상원 득표율 | 상원 의석 |
| ---- | ----------- | ----------- | --------- | ----------- | ----------- | --------- |
| 1960 | -           | -           | 60 / 60   | -           | -           |           |
| 1963 | 569,551     | 92.3%       | 40 / 60   | -           | -           |           |
| 1968 | 465,535     | 71.6%       | 40 / 60   | -           | -           | 20 / 30   |
| 1973 | 681,306     | 84.7%       | 40 / 60   | 681,306     | 84.7%       | 20 / 30   |
| 1978 | 905,461     | 90.7%       | 40 / 60   | -           | -           | 20 / 30   |
| 1983 | 944,637     | 91.0%       | 40 / 60   | -           | -           | 20 / 30   |
| 1988 | 1,187,738   | 89.6%       | 40 / 60   | -           | -           | 20 / 30   |
| 1989 | 845,820     | 74.5%       | 40 / 72   | -           | -           |           |
| 1993 | 488,342     | 43.4%       | 38 / 80   | 498,586     | 44.0%       | 20 / 45   |
| 1998 | 857,473     | 53.8%       | 45 / 80   | 813,287     | 51.7%       | 24 / 45   |
| 2003 | 520,761     | 35.3%       | 37 / 80   | 508,506     | 34.4%       | 16 / 45   |
| 2008 | 582,932     | 32.96%      | 30 / 80   | 509,907     | 29.07%      | 15 / 45   |
| 2013 | 919,625     | 40.99%      | 44 / 80   | 865,206     | 38.50%      | 19 / 45   |
| 2018 | 927,183     | 39.10%      | 42 / 80   | 766,841     | 32.52%      | 17 / 45   |